# Roberto Szidon
Roberto Szidon (21 de septiembre de 1941 – 21 de diciembre de 2011) fue un pianista clásico brasileño que tuvo una amplia carrera interpretativa y discográfica internacional, y se instaló en Alemania. 

## Vida y carrera
Szidon nació en Porto Alegre, Brasil en 1941. Dio su primer concierto a los 9 años en su ciudad natal. Después estudió composición con Karl Faust, y continuó sus estudios de piano en Estados Unidos con la gran pedagoga Ilona Kabos y Claudio Arrau.
Szidon tocó con muchas grandes orquestas. En 1977, completó una gira por el sur de África.  Fue el solista en el estreno del Concierto para piano n.° 4 de Camargo Guarnieri, en Porto Alegre, el 6 de septiembre de 1972. 
Como artista discográfico, Szidon fue muy conocido por su grabación completa de las 10 Sonatas para piano y la Fantasía en si menor de Alexander Scriabin   y su grabación completa de las 19 Rapsodias húngaras y la Rapsodia española de Franz Liszt. 
Szidon grabó un LP premiado en 1965 del Rudepoêma de Heitor Villa-Lobos. Otras obras de Villa-Lobos en su discografía fueron A fiandeira, Saudades dos selvas brasileiras, New York Skyline (versión de 1957), Carnaval dos crianças, A lenda do caboclo, Suite floral, op. 97 (revisión de 1949),  y 16 Cirandas y 12 Cirandinhas.  También grabó obras de otros compositores brasileños como Ernesto Nazareth, Francisco Mignone y Chiquinha Gonzaga.
Szidon también grabó los 4 Scherzos y los 4 Impromptus de Frédéric Chopin (Deutsche Grammophon LP 536 378), la Segunda sonata de Serguéi Rajmáninov, la Sexta sonata de Serguéi Prokófiev,  así como la " Sonata Concord " de Charles Ives, el Segundo Concierto de Edward MacDowell y el Concierto en Fa de Gershwin. 
Frecuentemente actuó y grabó música con la violinista Jenny Abel, y también grabó con Thomas Quasthoff los ciclos de lieder de Schumann,  Dichterliebe, Liederkreis y otras canciones. Enseñó  piano en las academias de música en Hannover y Düsseldorf, donde fue profesor  de piano hasta su muerte.
Szidon murió en diciembre de 2011, en Düsseldorf de un infarto, a los 70 años.
Desde agosto de 1970 hasta su muerte, Szidon compartió su vida con su compañero, el pianista y compositor Richard Metzler.

## Discografía seleccionada
- 100 anos de piano brasileiro Kuarup Discos MKCD-006
- Béla Bartók: Sonatas para violín (com Jenny Abel, violín). Deutsche Harmonia Mundi 1976
- Johannes Brahms: Sonatas para violín (com Jenny Abel, violín). Deutsche Harmonia Mundi / Emi Electrola 1978
- Luís de Freitas Branco: Sonatas para violín nº 1 e nº 2 (com Tibor Varga, violín). Strauss Portugalsom 1986
- Frédéric Chopin: Scherzi und Impromptus. Deutsche Grammophon 1977
- George Gershwin: Konzert in F für Klavier und Orchester (con la London Philharmonic Orchestra, Edward Downes). Deutsche Grammophon 1970
- George Gershwin: 100 anos de Gershwin: Rhapsody in blue (para piano solo), + 18 "hits" de Gershwin. Kuarup Discos KCD-012
- Charles Ives: Concord Sonata, Three-Page Sonata (Three-Page Sonata com Richard Metzler, piano). Deutsche Grammophon 1971
- Franz Liszt: Ungarische Rhapsodien 1-19. Deutsche Grammophon 1972
- Franz Liszt: Weihnachtsbaum - 12 piezas para piano a 4 manos + Polonaise + Grand Galop Chromatique, com Richard Metzler. EMI 1985
- Edward MacDowell: Klavierkonzert nº 2 d-moll Op.23 (com a London Philharmonic Orchestra, Edward Downes). Deutsche Grammophon 1970
- Alberto Nepomuceno: Suíte antiga op. 11; Quatro peças líricas op. 13; Duas Peças op. 27; Folhas d'album (1893-94); Noturno para mão esquerda (1910)
- Marlos Nobre: 8 Klavierwerke Deutsche Grammophon 1977
- Brasil, Piano & Cordas: Roberto Szidon, Michel Bessler (violín) y Marcio Mallard (violonchelo) tocam 15 piezas cortas para trío de compositores sudamericanos. Kuarup Discos KLP-KM 3 (1981)
- Sergei Sergejewitsch Prokofjew: Klaviersonate No. 6 Opus 82. Deutsche Grammophon 1969
- Sergei Wassiljewitsch Rachmaninow: Klaviersonate No. 2 Opus 36. Deutsche Grammophon 1969
- Sergei Wassiljewitsch Rachmaninow: Sämtliche Werke für 2 Klaviere (mit Richard Metzler), ddf DP 012 (Bélgica)
- Robert Schumann: Liederkreis Opus 39, Dichterliebe Opus 48 (con Thomas Quasthoff, Barítono). RCA Viktor 1992
- Robert Schumann: sämtliche Werke für Violine und Pianoforte (con Jenny Abel, violín). Deutsche Harmonia Mundi 1985
- Robert Schumann: Der Rose Pilgerfahrt (com Südfunk-Chor Stuttgart, Rupert Huber). EBS 1990
- Alexander Skriabin: sämtliche Klaviersonaten. Deutsche Grammophon 1971/72
- Heitor Villa-Lobos: sonatas para violín (com Jenny Abel, violín). Bayer Records 1982
- Heitor Villa-Lobos: Rudepoema, Ciranda e Cirandinhas, A Fiandeira, Saudades das Selvas Brasileiras, New York Skyline, A Lenda do Caboclo, Carnaval das Crianças. Deutsche Grammophon 1972
- Heitor Villa-Lobos: Cirandas e Cirandinhas (16 Cirandas + 12 Cirandinhas). Kuarup Discos KCD-067